# Gössenheim
Gössenheim er en kommune i Landkreis Main-Spessart i regierungsbezirk Unterfranken i den tyske delstat Bayern. Den er en del af Verwaltungsgemeinschaft Gemünden am Main.

## Geografi
Gössenheim ligger ved floden Wern i Region Würzburg.
I kommunen ligger ud over Gössenheim landsbyen Sachsenheim.